# SN 2003bj
SN 2003bj – supernowa typu II odkryta 27 lutego 2003 roku w galaktyce IC4219. W momencie odkrycia miała maksymalną jasność 15,10m.